# AZC Klompjan
Het Asielzoekerscentrum Klompjan ofwel AZC Markelo in Markelo (buurtschap Elsen-Herike) bood sinds 1991 onderdak aan asielzoekers. Het centrum is gevestigd op een geïsoleerd liggend campingterrein waaraan het de naam heeft ontleend. De capaciteit was aanvankelijk 200, maar deze werd uitgebreid tot ongeveer 350 toen tijdens de Joegoslavische burgeroorlog (1991-1995) een stroom asielzoekers uit Joegoslavië naar Nederland kwam.
In 2005 verbleven er hoofdzakelijk uitgeprocedeerde AMA's (alleenstaande minderjarige asielzoekers) en alleenstaande moeders met kinderen in afwachting van een hoger beroep of uitzetting. Op het terrein staat een AZC-School waar de kinderen onderwijs krijgen. De capaciteit in 2005 was ongeveer 300.
In 2012 werd het asielzoekerscentrum gesloten. In oktober waren alle bewoners vertrokken en werd begonnen met de verwijdering van de 94 caravans waarin zij woonden.
In 2022 maakte Mina Etemad de audiodocumentaire 'Maquette zonder verblijfsvergunning' over de biografie van een door een bewoner van het AZC gemaakte maquette van het kamp. Volgens de geïnterviewden in de audiodocumentaire is de maquette, die geheel gemaakt is van afval en lokaal gevonden materialen door Karen Gregazarian,  een van de zeldzame sporen van het inmiddels verdwenen kamp en daarom erfgoed.